# Cineplexx

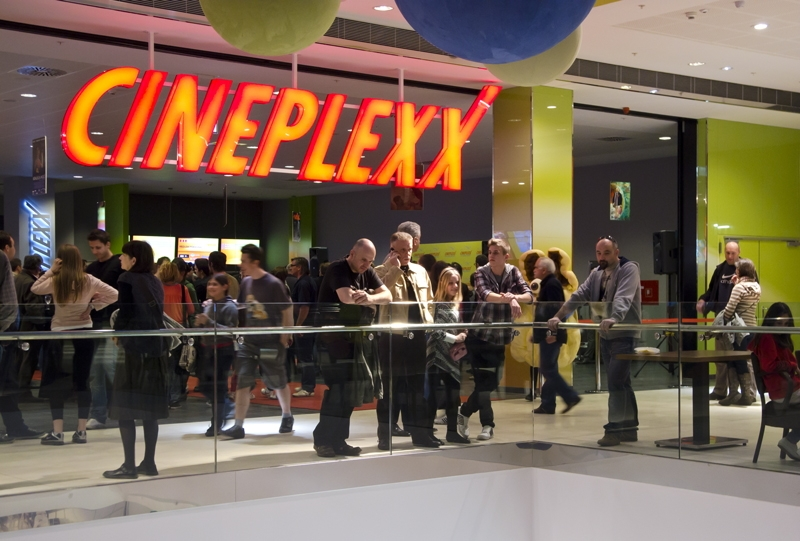
Cineplexx a Zagabria

La Cineplexx Kinobetriebs Ges.m.b.H. è la più grande società in Austria che gestisce sale cinematografiche ed è un'impresa controllata dalla Costantin Film-Holding con sede a Vienna. Fondata nel 1993, opera con il nome Cineplexx 18 multisale cinematografiche di cui due in Italia (Bolzano e Lagundo (BZ)), così come altri 13 cinematografi con una o più sale. Oltre alla Constantin, le più grandi società che gestiscono cinematografi in Austria sono la United Cinemas International e Hollywood Megaplex.

## Storia
Il primo cinematografo Cineplexx è stato inaugurato il 31 ottobre 1996 a Graz.
 Si trattava della seconda struttura cinematografica della Constantin Film-Holding, dopo il cinema Apollo di Vienna, che all'epoca venne ristrutturato dalla Cineinvest, un'affiliata della Constantin Film-Holding e della Kiba. Il Cineplexx più grande venne costruito sulla cosiddetta Donauplatte nel novembre 1999 con il nome Cineplexx Reichsbrücke con 13 sale e 3.400 posti a sedere. Dal fallimento della Kiba nel 1999, la catena Cineplexx è diventata la più grande società austriaca nel settore.
Nel marzo 2001 la casa madre di Cineplexx, la Constantin, ha rilevato il cinema multiplex ad Auhof (attualmente Cineplexx Wien-Auhof) inaugurato dal gruppo Loews, mentre nel dicembre 2002 ha acquisito dal gruppo tedesco Cinestar il cinematografo situato nelle Vienna Twin Towers, rinominandolo Cineplexx Wienerberg. Nel 2004 la Constantin assume la gestione del cinema multiplex nel Donauzentrum, il Donauplex.
La quota di mercato dei cinema Cineplexx sulla frequentazione e sugli incassi nel 2000 e nel 2001 è stata fra il 22 e il 25%, nel 2002 e 2003 di circa il 12%.
Nel 2006 la catena Cineplexx disponeva di più di 24 cinematografi con 56 sale e poco meno di 33.000 posti a sedere su un totale di 176 cinematografi con 560 e 101.000 posti in tutta l'Austria. Da ciò risulta per il 2006 una quota del 33% sulla capacità totale dei cinema austriaci. Da allora il numero di cinematografi è salito a 31, di cui 18 sono complessi Cineplexx.
Il 12 maggio 2009 è stato inaugurato a Bolzano il primo cinema Cineplexx al di fuori dell'Austria, con 7 sale di proiezione e un totale di 1.416 posti a sedere. Si tratta del primo cinematografo multisala completamente digitalizzato in Italia, comunque l'amministrazione ha dichiarato di disporre anche di proiettori analogici. La struttura bolzanina è controllata dalla sede centrale, ma è registrata con il nome Cineplexx Bolzano S.r.l/Cineplexx Bozen GmbH.

## Cinematografi
I 18 centri cinematografici Cineplexx sono:
| Nome                       | Città               | Land/Provincia       | Nr. Sale | Posti a sedere |
| Cineplexx Bolzano Bozen    | Bolzano             | Provincia di Bolzano | 7        | 1.416          |
| Cineplexx Amstetten        | Amstetten           | Bassa Austria        | 6        | 895            |
| Cineplexx Donauplexx       | Vienna              | Vienna               | 13       | 3.172          |
| Cineplexx Graz             | Graz                | Stiria               | 10       | 2.818          |
| Cineplexx Hohenems         | Hohenems            | Vorarlberg           | 9        | 2.238          |
| Cineplexx Innsbruck        | Innsbruck           | Tirolo               | 8        | 1.642          |
| Cineplexx Lauterach        | Lauterach           | Vorarlberg           | 4        | 564            |
| Cineplexx Leoben           | Leoben              | Stiria               | 6        | 982            |
| Cineplexx Linz             | Linz                | Alta Austria         | 10       | 2.300          |
| Cineplexx Reichsbrücke     | Vienna              | Vienna               | 14       | 2.670          |
| Cineplexx Salzburg Airport | Salisburgo          | Salisburghese        | 10       | 2.576          |
| Cineplexx Salzburg City    | Salisburgo          | Salisburghese        | 8        | 2.008          |
| Cineplexx Spittal/Drau     | Spittal an der Drau | Carinzia             | 4        | 553            |
| Cineplexx Villach          | Villaco             | Carinzia             | 6        | 1.500          |
| Cineplexx Wien Auhof       | Vienna              | Vienna               | 8        | 1.500          |
| Cineplexx Wienerberg       | Vienna              | Vienna               | 10       | 2.324          |
| Cineplexx Wiener Neustadt  | Wiener Neustadt     | Bassa Austria        | 8        | 1.549          |
| Cineplexx Wörgl            | Wörgl               | Tirolo               | 6        | 1.107          |

Gli altri 13 cinema della Cineplexx Kinobetriebs Gmbh sono:
- Actor´s Studio, Vienna
- Apollo Kino, Vienna
- Artis International, Vienna
- Auge Gottes Center, Vienna
- Beethoven Kino, Baden
- Cineworld, Wels
- English Royal Cinema, Graz
- Filmtheater, Kitzbühel
- Geidorf Kunstkino, Graz
- Stadtkino, Villaco
- Tuchlauben Kino, Vienna
- Urania Kino, Vienna
- Village Cinemas, Vienna